# 차세대융합기술연구원
차세대융합기술연구원[次世代融合技術硏究院, Advanced Institute of Convergence Technology ; AICT]은 융합과학기술 혁신역량 강화를 통한 국가 경쟁력을 높이고 지역의 과학기술 역량 강화를 목적으로 경기도와 서울대학교가 공동 출연하여 설립한 국내 최초 유일한 관학협력 연구기관이다.

## 근거
- 지방자치단체 출자·출연 기관의 운영에 관한 법률

## 개 요
- 운영주체 : 경기도 서울대학교 공동법인
- 건립주체 : 경기도청
- 규 모 : 부지면적 103,294m², 연면적 59,995m²
- 사업비 : 1,425억원(건축비 975억원, 부지매입비 450억원)

## 조 직

### 연구본부
- 연구전략팀
- 연구지원팀
- 경기도반도체혁신센터

### 성과확산본부
- 지역확산팀
- 경기도자율주행센터
- AI융합연구센터
- 홍보정보팀

### 경영본부
- 경영관리팀
- 예산회계팀
- 시설관리팀

## 주요업무
- 1. 차세대 융합기술 연구개발
- 2. 융합기술 연구성과의 실용화 촉진 및 기술창업지원
- 3. 융합기술의 보급·육성·교육을 위한 사업
- 4. 융합기술관련 국내외 교류·협력사업
- 5. 융합기술관련 산·학·연 공동연구의 활성화
- 6. 융합기술관련 지역 전략 특화기술 개발의 지원

## 역대 원장
- 1대 이건우
- 2대 최양희
- 3대 안철수
- 4대 윤의준
- 5대 박태현
- 6대 박태현(연임)
- 7대 정택동
- 8대 주영창
- 9대 김재영
- 10대 차석원